# Вдовина, Ираида Григорьевна
Вдо́вина Ираи́да Григо́рьевна (2 октября (19 сентября) 1913, д. Покровское, Мариинско-Посадский район, Чувашская Республика — 10 июня 1985, д. Вторые Тойзи, Цивильский район, Чувашская Республика) — чувашская собирательница и исполнительница народных песен, певица, фольклорист, краевед, Ветеран труда, Заслуженный работник культуры Чувашской АССР.
Мелодии запоминала и держала в памяти, фиксировала на магнитофонной плёнке. Обладая навыками народного пения, выступала на олимпиадах, акатуях, праздниках песни, в передачах Чувашского радио.

## Биография
Родилась 19 сентября (2 октября) 1913 года в деревне Покровское, Мариинско-Посадского района, Чувашской Республики. Детство Ираиды Григорьевны было трудным. В семь лет у неё умер отец, а в тринадцать — мать.
Окончив сельскую семилетку, Ираида в 1929 году поступила в Чебоксарский педтехникум. В педтехникуме она участвовала в студенческом хоре под руководством композитора В. Воробьева. По той причине, что техникум был переведен в город Цивильск, последние два года обучения она завершила и получила диплом учителя в этом городе.
В 1933 году Ираида Григорьевна работала воспитательницей в Цивильском детском доме, преподавала детям пение и рисование.
В 1934 году в селе Арзаматово, Мариинско-Посадского района в сельской школе работала учителем, а затем в семилетке вела уроки чувашского языка и литературы, пения.
В 1933—1935 годах голос Ираиды зазвучал громче, что помогло ей в 1935 году завоевать первый приз на втором республиканском фестивале художественной самодеятельности, где она исполнила три народные песни.
В 1937 году Вдовина вышла замуж и переселилась в деревню Вторые Тойзи Цивильского района. Здесь они с мужем стали жить в доме тети — Анны Гавриловны. С января 1937 года по 1969 год она преподавала в школе чувашский язык и литературу, пение, домоводство.
До войны Ираида Вдовина работала завучем школы. А в 1941—1945 годах была директором школы и одновременно являлась членом народного правления. В школе Вдовина вела драматический и литературный кружки, кружок умелых рук. Много лет была председателем женсовета и четыре созыва — депутатом сельского Совета. И в военные годы она начала сочинять песни. Её первая песня родилась в те годы.
В ноябре 1972 года в Москве проводился концерт музыкального фольклора народов Российской Федерации, в котором принимала участие и она.
В репертуаре Ираиды было более 1000 песен. Выпущено в свет 50 сборников песен Вдовины. В Москве вышли 3 пластинки чувашских народных песен, которые она спела. В 1985 году вышла книга «Чувашские народные песни, напетые Вдовиной», в которую вошли 222 песни.

## Награды
За плодотворную работу в школе и за отличие на праздниках песни Ираида Григорьевна была награждена двадцати двумя почётными и похвальными грамотами, а в 1946 году — медалью «За доблестный труд в Великой Отечественной войне 1941—1945 годы», в 1949 году — медалью «За трудовое отличие», медалями «За победу над Германией в Великой Отечественной войне 1941—1945 гг.» и «Двадцать лет Победы в Великой Отечественной войне 1941—1945 гг.».